# ZooParc Overloon
Koordinaten: 51° 34′ 38,3″ N, 5° 56′ 27,6″ O
Der ZooParc Overloon ist ein Zoologischer Garten, der sich am Nordrand des Dorfes Overloon in der niederländischen Provinz Noord-Brabant befindet. Die Stadt Nijmegen liegt in einer Entfernung von rund 30 Kilometern im Norden. Goch jenseits der Grenze zu Deutschland ist etwa 20 Kilometer in nordöstlicher Richtung entfernt. Der Park ist bei der European Association of Zoos and Aquaria (EAZA) sowie der Nederlandse Vereniging van Dierentuinen (NVD) akkreditiert.

## Geschichte
Der Tierpark wurde im Jahr 2000 in Overloon eröffnet. Anfang 2015 musste er Insolvenz anmelden, wurde geschlossen, von Libéma B.V., einem niederländischen Betreiber von Ausstellungs- und Veranstaltungsunterkünften, Ferien- und Vergnügungsparks, gekauft und von den neuen Besitzern erneut eröffnet. Libéma betreibt in den Niederlanden u. a. den AquaZoo Leeuwarden sowie den Safaripark Beekse Bergen. In den folgenden Jahren wurden die Anlagen im ZooParc Overloon modernisiert und neue Tiere angeschafft, beispielsweise Anfang 2024 zwei weibliche Nebelparder.

## Anlagenkonzept
Auf dem ca. 20 Hektar großen Gelände befinden sich Anlagen für Säugetiere, Vögel und Reptilien. Außerdem sind einige wenige Arten von Amphibien, Fischen und Wirbellosen zu sehen. Der Tierpark ist in sieben Bereiche untergliedert. Im Headquarters genannten Eingangsbereich sind Westliche Kleine Pandas und Zwergotter zu sehen. Boulters Beach zeigt Brillenpinguine. Outback ist mit Känguruarten und Dromedaren besetzt. Ngorongoro ist in zwei große Freianlagen aufgeteilt, bildet teilweise die Fauna des Ngorongoro-Gebiets mit der Serengeti ab und enthält u. a. Giraffen, Afrikanische Strauße sowie mehrere Antilopen- und Gazellenarten, außerdem Afrikanische Löwen, Geparden, Afrikanische Wildhunde sowie verschiedene Primatenarten. In den Bereichen Jangalee und Madidi leben überwiegend Tiere aus Südamerika, die teilweise auch im Nationalpark Madidi vorkommen, dazu zählen Mittelamerikanischer Tapir, Nasenbär, Großer Ameisenbär, Capybara und Vikunja. Itampolo ist für die Fauna Madagaskars reserviert und enthält u. a. Fossas und Lemuren. Auf dem Tierparkgelände gibt es auch einen Kinderspielplatz, Informationstafeln sowie mehrere Restaurants und Imbissstände.

## Sonderausstellungen
Auf dem Tierparkgelände werden zeitweise über 60 lebensgroße Skulpturen von Tieren ausgestellt, die aus Tausenden von Steinen gebildet wurden. Neben Informationen zu den gezeigten Tierarten werden zusätzlich Details über die Anzahl sowie die Struktur und das Gewicht der verwendeten Steine bekannt gemacht.

## Arterhaltungs- und Zuchtprogramme
In Zusammenarbeit mit der European Association of Zoos and Aquaria (EAZA), dem Europäischen Erhaltungszuchtprogramm (EEP) und weiterer Naturschutzorganisationen beteiligt sich der ZooParc Overloon an verschiedenen Arterhaltungs- und Zuchtprogrammen. Dazu zählen beispielsweise Programme zum Schutz von Löwen, Geparden, Netzgiraffen, Afrikanischen Wildhunden und Kattas.

## Galerie
Die nachfolgende Bildauswahl zeigt einige Tiere aus dem Bestand des ZooParc Overloon:

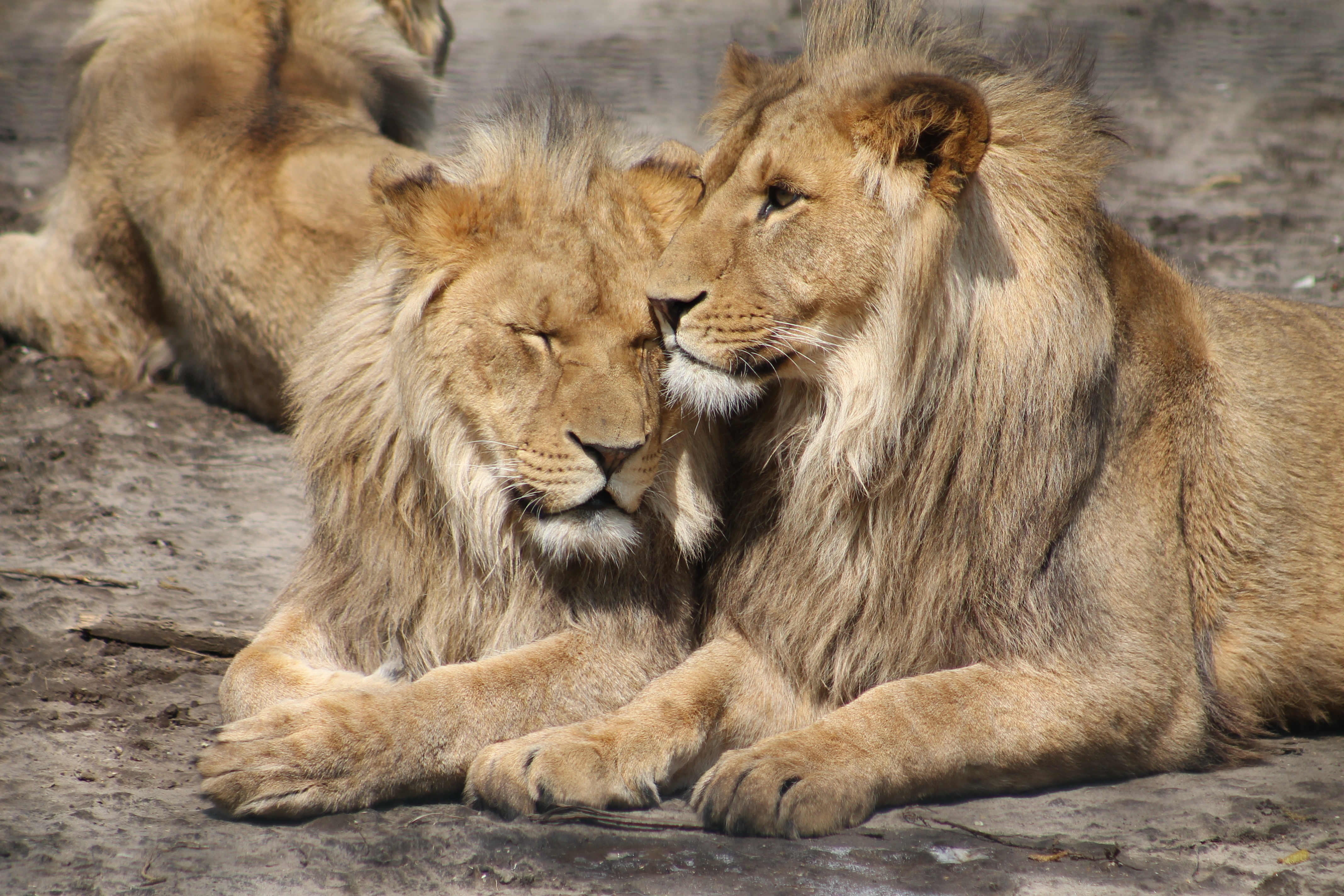
Löwenmännchen
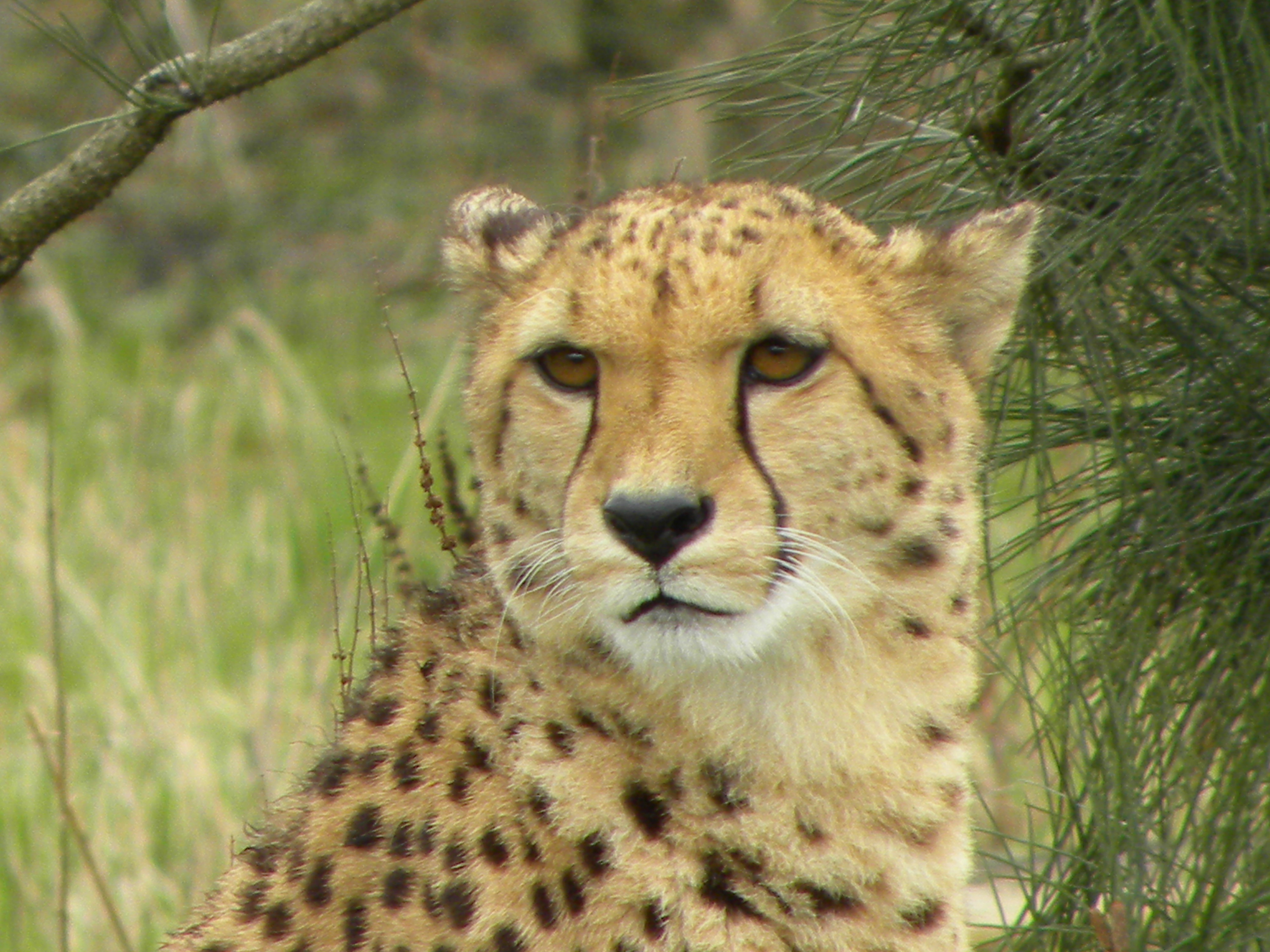
Gepard
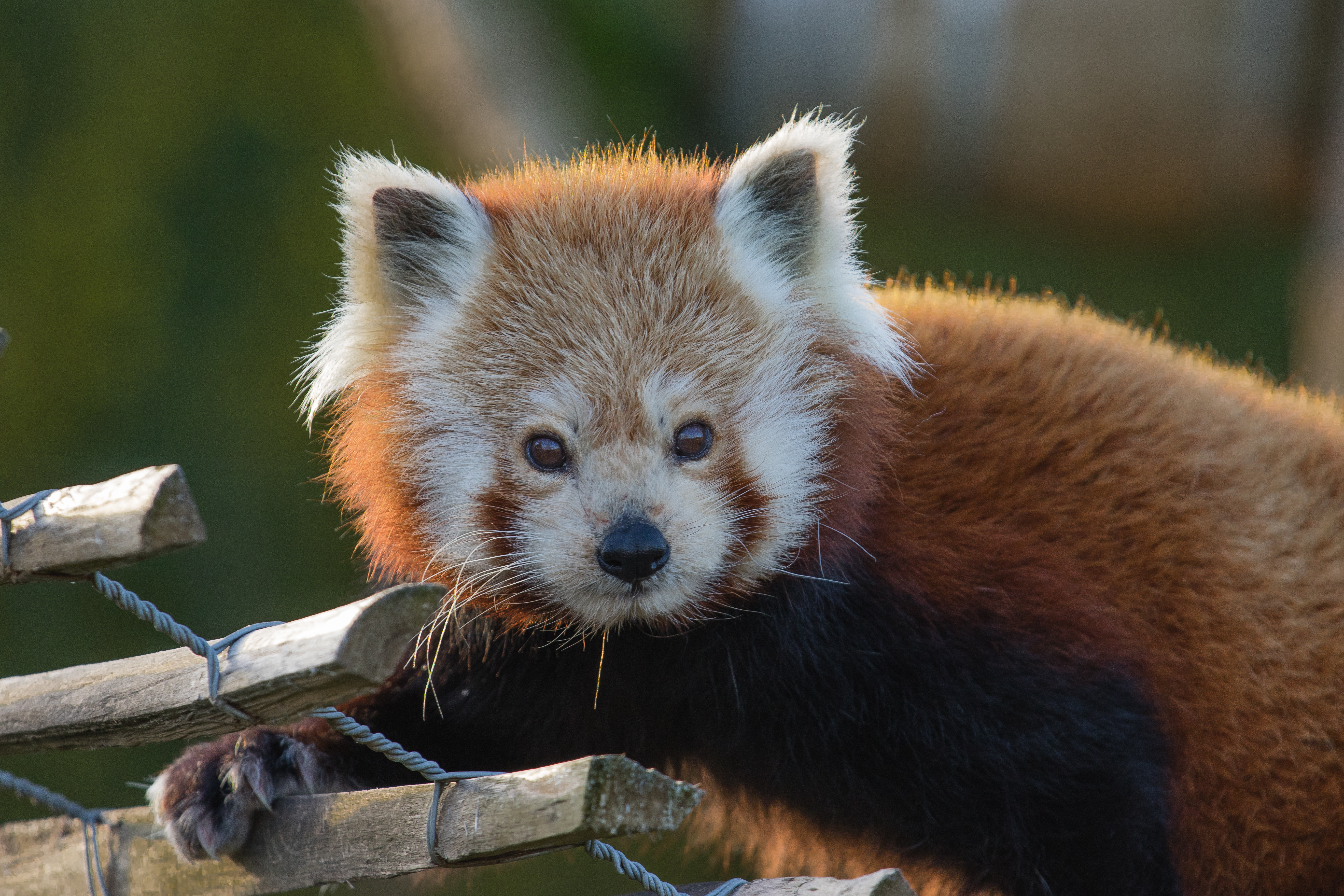
Westlicher Kleiner Panda
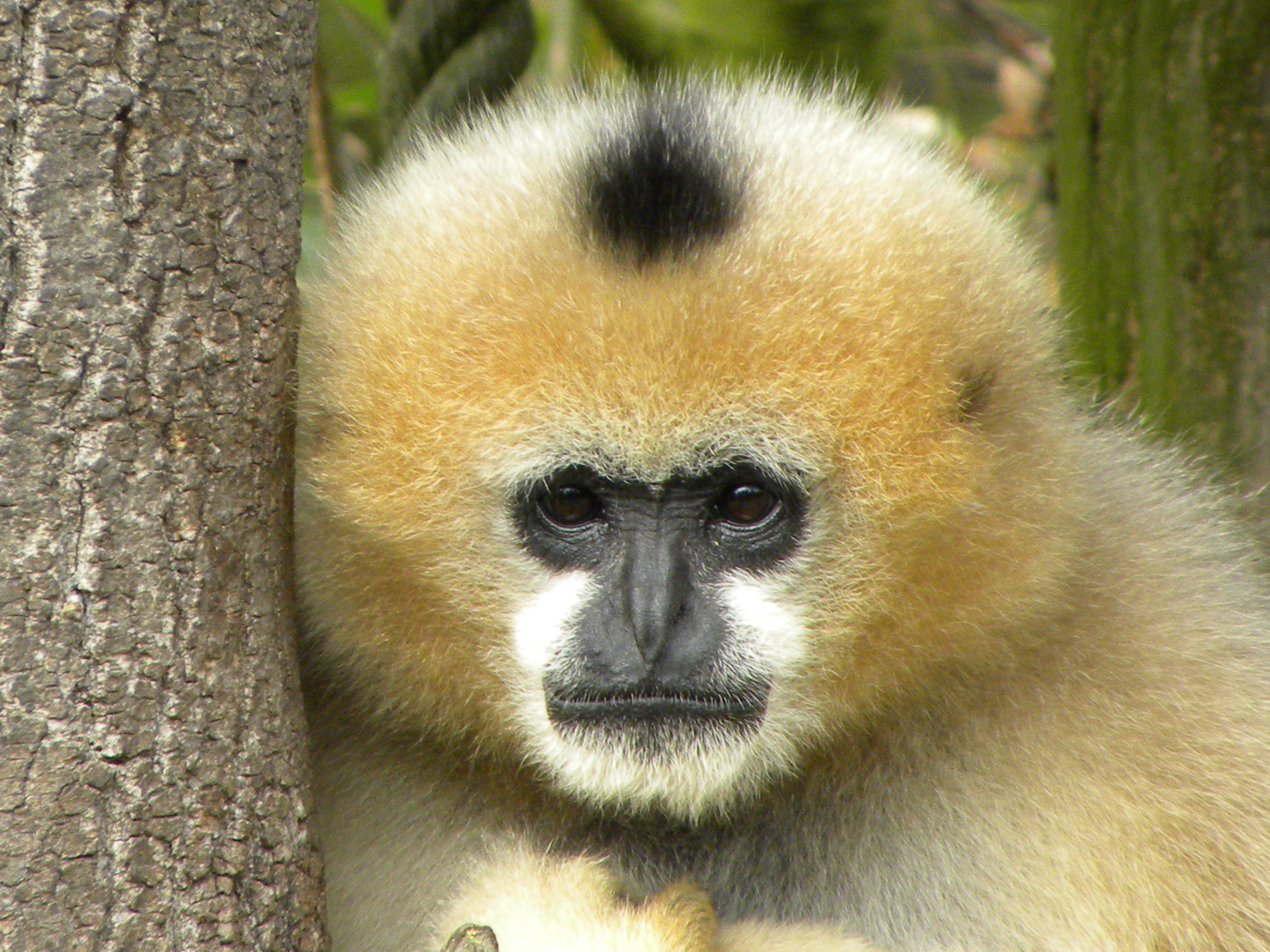
Nördlicher Weißwangen-Schopfgibbon
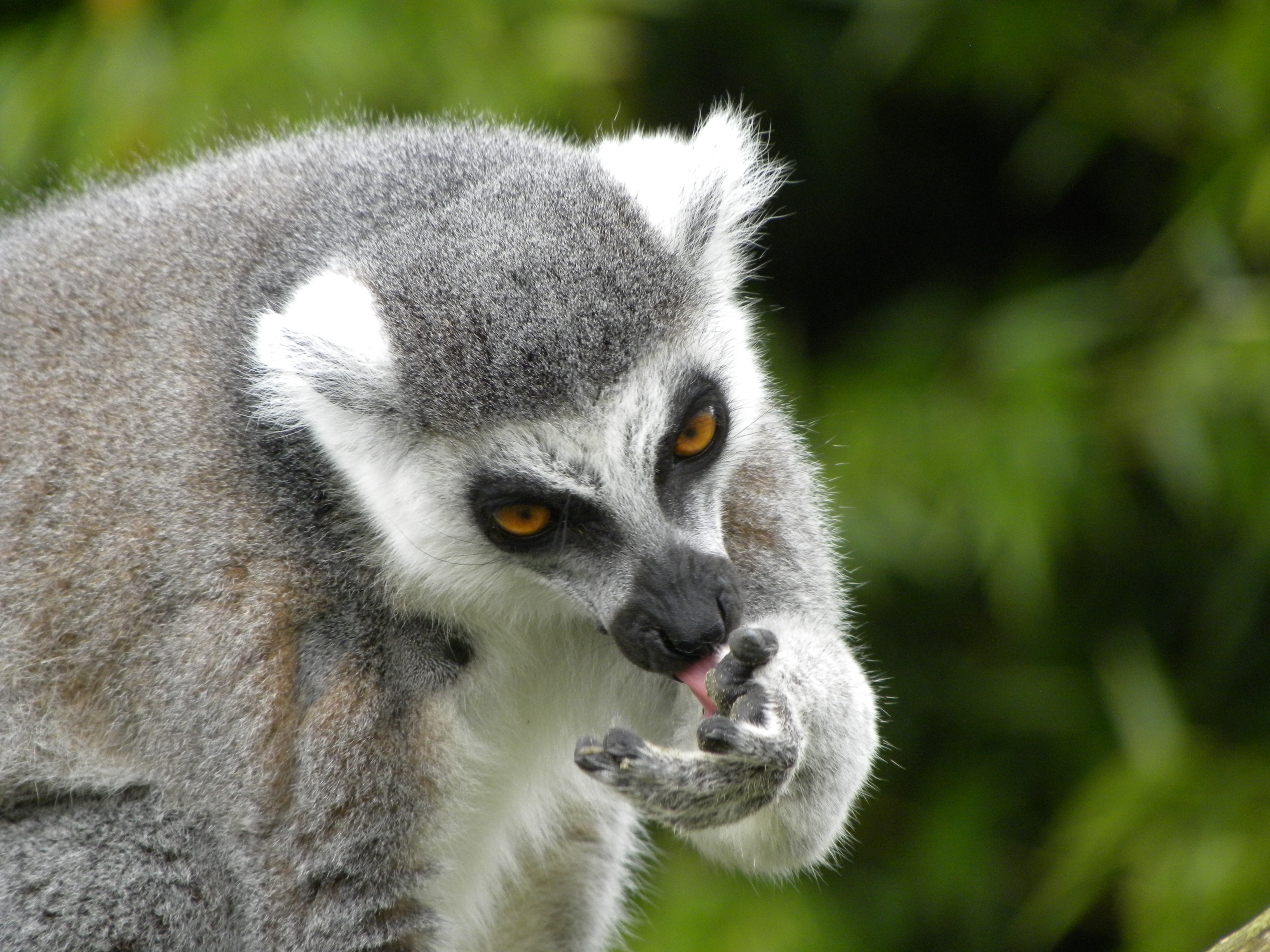
Katta
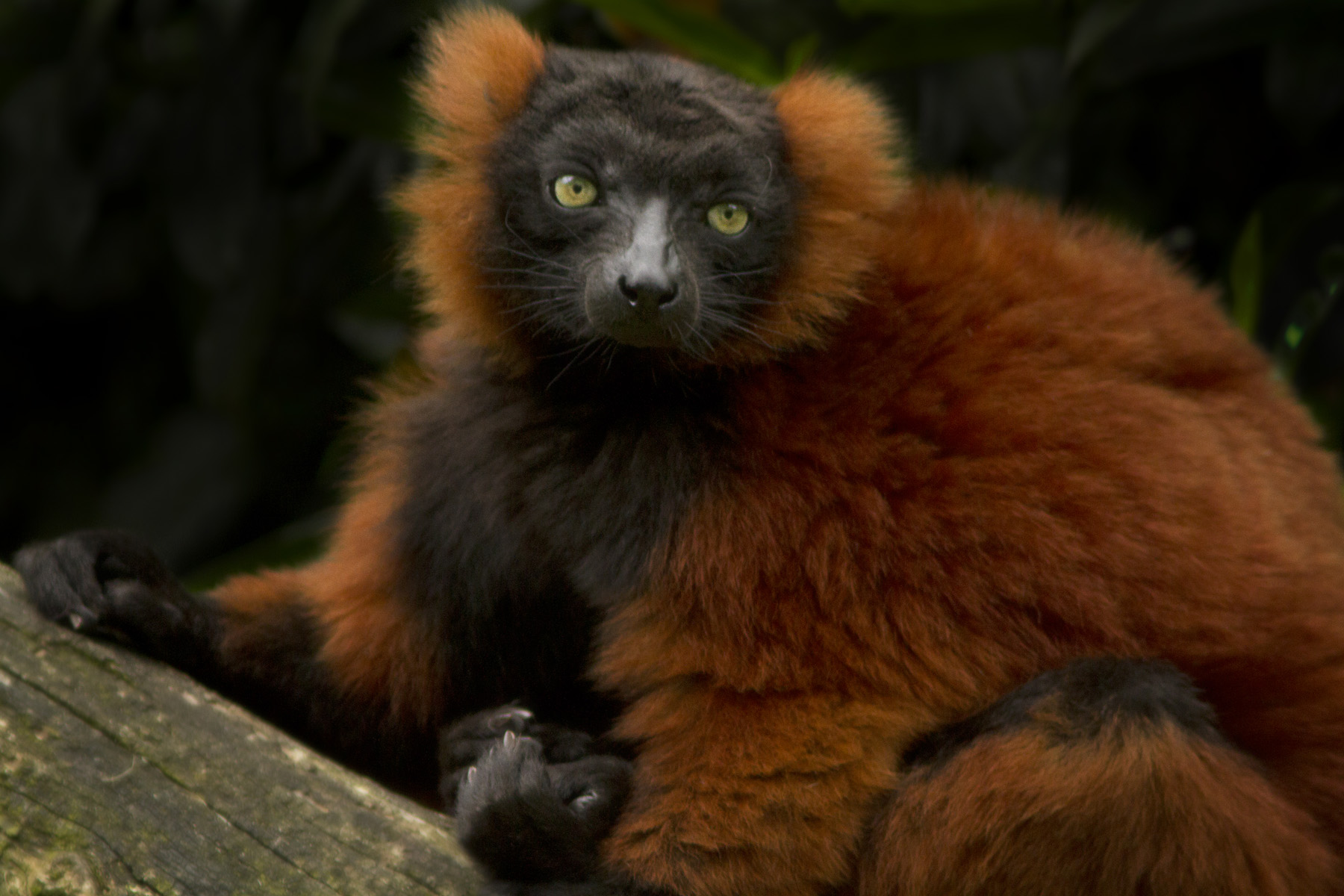
Roter Vari
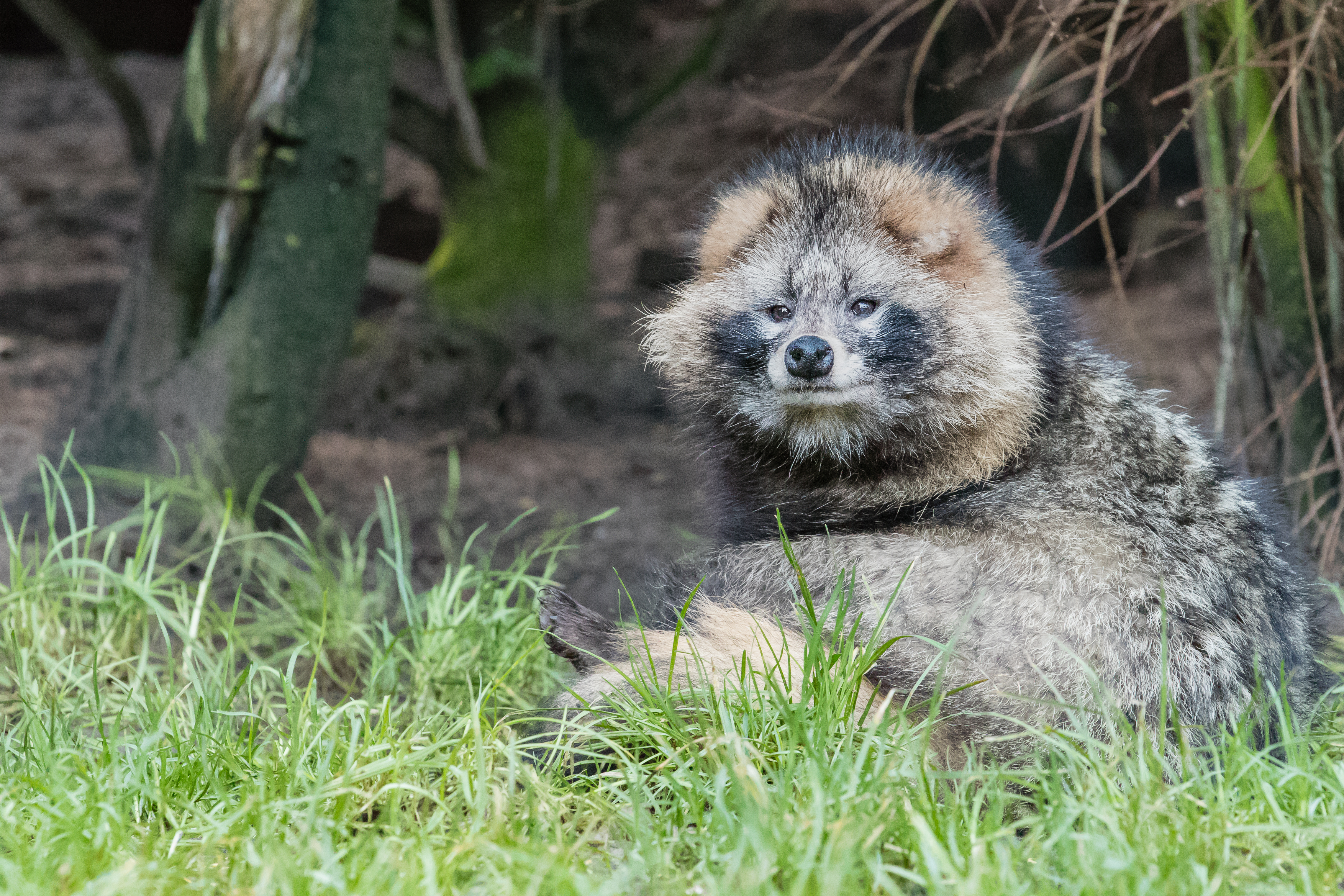
Marderhund
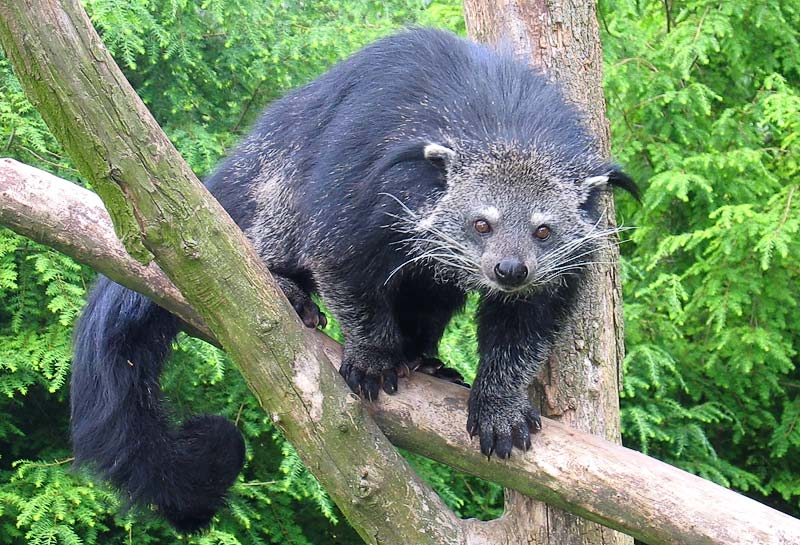
Binturong
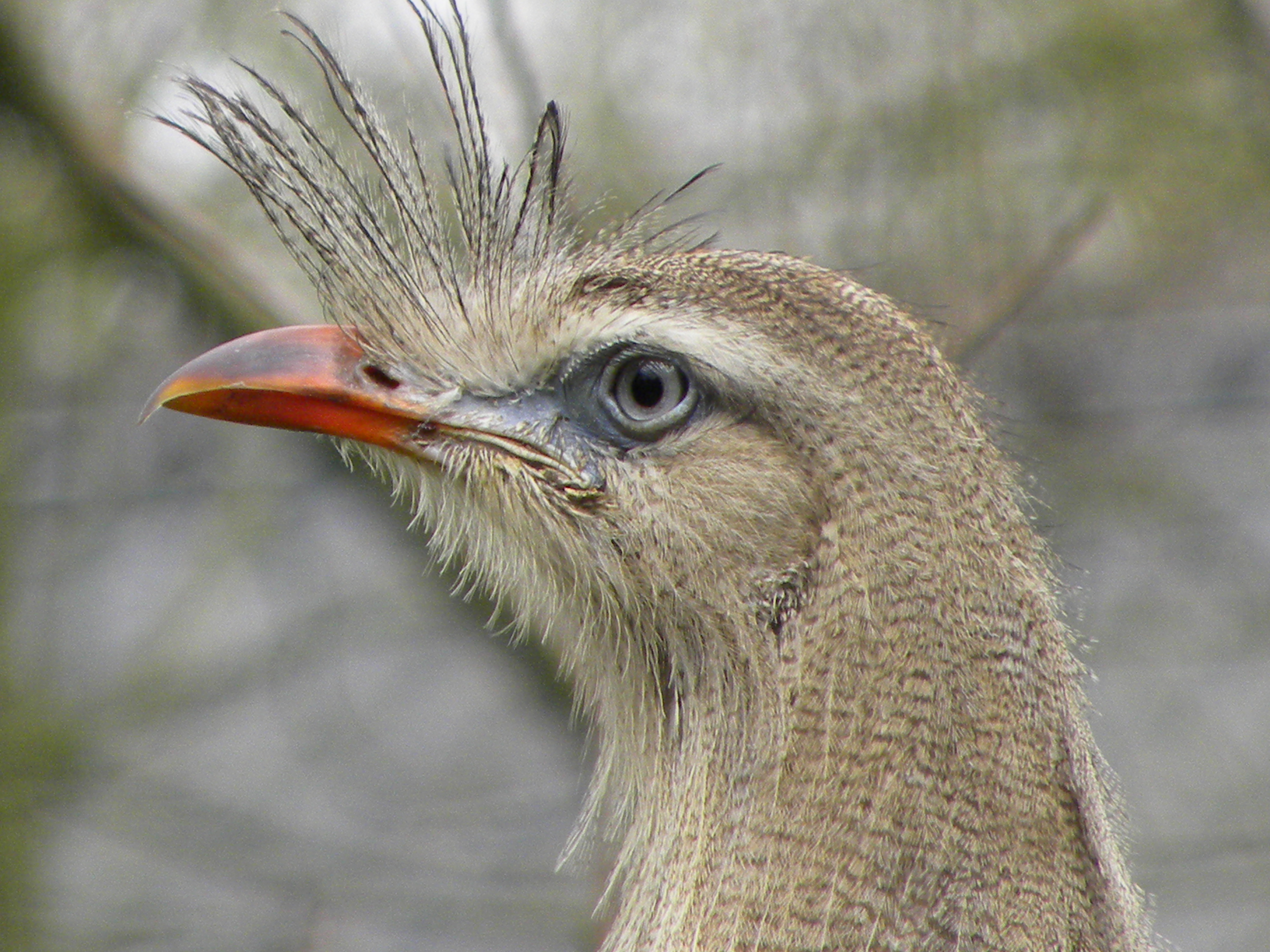
Rotfußseriema